# Les Alternatifs

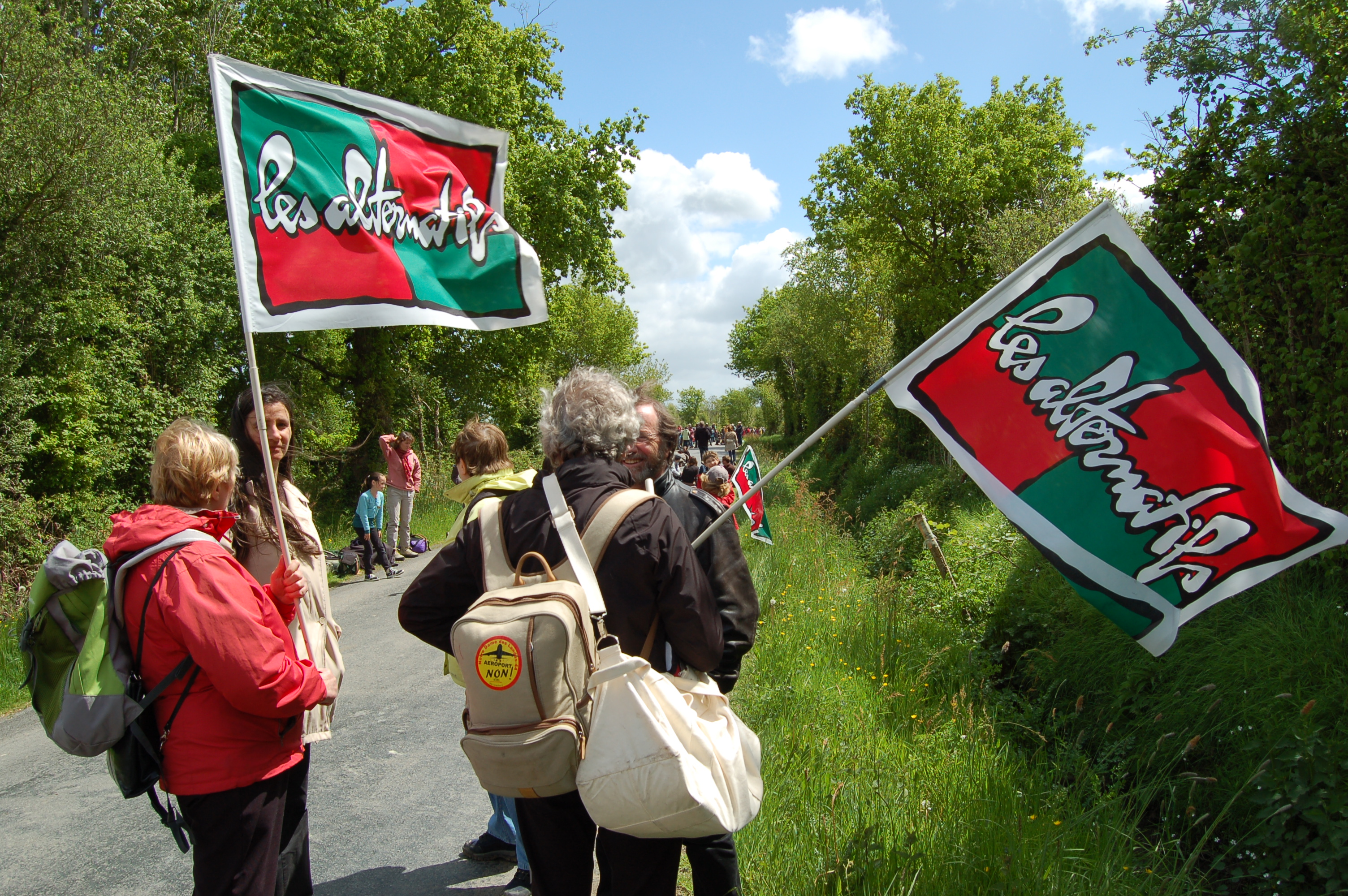
Příznivci strany 'Les Alternatifs' s vlajkami

Les Alternatifs (českým názvem Alternativní) je francouzské levicové ("rudozelené") politické hnutí vzniklé roku 1998. Za své čtyři programové pilíře považuje solidaritu, ekologii, feminismus a samosprávu. Dále zdůrazňuje odpor k byrokracii (čemuž odpovídá i vnitřní fungování hnutí) a podporu odlišnému modelu průmyslového rozvoje.
Mládežnické hnutí Chiche ! fungovalo do roku 2001 jako společná organizace Alternativních a Zelených (následně vytvořili zelení vlastní mládežnickou odnož).
Les Alternatifs zaznamenávají dílčí volební úspěchy pouze na místní úrovni. Počet členů se pohybuje mezi 800-1 500 lidí.